# Teptalnik
Teptalnik (v slovenskem jeziku pogovorno pogosto kar ratrak) je motorno vozilo z gosenicami, namenjeno urejevanju in utrjevanju smučarskih površin ter prevozu materiala in ljudi po smučiščih. Prilagojen je vožnji po strmih pobočjih in ima relativno majhen pritisk na površino (med 50 in 60 g/cm² oziroma 5 do 6 kN/m²), zato ga uporabljajo tudi za obdelovanje strmih kmetijskih in gozdnih površin. Običajno je teptalec smučaskih prog spredaj opremljen s plugom za potiskanje snega, zadaj pa z rezkalom oziroma valjarjem, pogosto tudi z vlečno kljuko. Pogonski motor, kabina in materiali, iz katerih je sestavljeno celotno vozilo, so posebej prilagojeni nizkim temperaturam. 
Slovenska občila največkrat uporabljajo besedo ratrak, ker je med slovenskimi smučarji najpogosteje uporabljan izraz. Ratrak je sicer ime podjetja, ki je izdelovalo tovrstna vozila. Eno prvih tovrstnih vozil je leta 1957 pod imenom Snow Trac izdelalo švedsko podjetje AB Westeråsmaskiner. Med letoma 1957 in 1981 je bilo izdelanih 2265 primerkov, ki so bili med drugim uspešno uporabljani v času hladne vojne med Natom in Sovjetsko zvezo ter za raziskave Antarktike. 
Od leta 2005 ima večinski tržni delež pri prodaji tovrstnih vozil južnotirolsko podjetje Kässbohrer Geländefahrzeug AG.